# Živogošće
Živogošće – wieś w Chorwacji, w żupanii splicko-dalmatyńskiej, w gminie Podgora. W 2011 roku liczyła 509 mieszkańców.

## Geografia
Miejscowość położona jest w Dalmacji, na adriatyckim wybrzeżu (Riwiera Makarska), 19 km na południowy wschód od Makarskiej. Przebiega przez nią Magistrala Adriatycka.
Miejscowa gospodarka oparta jest na turystyce.

## Historia
Pierwsza wzmianka historyczna o miejscowości pochodzi z 1434 roku.